# کامرون بنکرافت
کامرون بنکرافت (انگلیسی: Cameron Bancroft؛ زادهٔ ۱۷ مهٔ ۱۹۶۷) یک هنرپیشه اهل کانادا است.
از فیلم‌ها یا برنامه‌های تلویزیونی که وی در آن نقش داشته است می‌توان به هر چیزی برای عشق، معما، آلاسکا اشاره کرد.